# Lý Duy Nhạc
Lý Duy Nhạc (chữ Hán: 李惟岳, bính âm: Li Weiyue, ? - 9 tháng 3 năm 782), là Tiết độ sứ Thành Đức dưới triều nhà Đường trong lịch sử Trung Quốc. Sau cái chết của cha là Lý Bảo Thần, Lý Duy Nhạc tự xưng lập mình làm người kế nhiệm, nhưng không được sự chấp thuận của nhà Đường. Vì thế ông liên kết với các tiết độ sứ khác nổi lên chống triều đình. Bởi thế ông bị triều đình tấn công và thiệt hại nặng nề. Cuối cùng Lý Duy Nhạc bị tướng dưới quyền là Vương Vũ Tuấn giết chết.

## Thân thế
Lý Duy Nhạc là con trai thứ hai của Tiết độ sứ Lý Bảo Thần với người vợ chính thức, song không rõ tên của mẹ ông vào thời điểm ông chào đời. Trên ông còn có một người anh cả là Lý Duy Thành. Nhưng bởi Duy Thành chỉ là con của vợ thứ nên không được chọn làm con đích, vị trí này được giao cho Duy Nhạc.
Lý Bảo Thần nguyên là tướng cũ của An Lộc Sơn, sau đầu hàng nhà Đường, được phong làm Tiết độ sứ ở Thành Đức. Ông ta bỏ không nộp thuế về triều, bí mật tuyển mộ binh lính riêng nhằm từng bước li khai nhà Đường. Sau sự kiện năm 775, Bảo Thần nắm trong tay bảy châu Hằng, Định, Dịch, Triệu, Thâm, Ký, Thương, bộ tốt 50.000 người, ngựa 5000 con. Trong thời gian này, Lý Duy Nhạc được phụ thân phong làm Hành quân tư mã, thứ sử Hằng châu. Lý Bảo Thần có ý nhường quyền cho Lý Duy Nhạc. Thấy Duy Nhạc tuổi trẻ yếu đuối, lo sợ con sẽ không thể khống chế được quân lính cấp dưới nên Lý Bảo Thần cho giết các tướng dưới quyền là Tân Trung Nghĩa, Lư Thực, Định châu thứ sử Trương Nam Dung, Triệu châu thứ sử Trương Bành Lão... tổng cộng hơn 20 người để trừ họa về sau. Chỉ có thứ sử Dịch châu Trương Hiếu Trung và Vương Vũ Tuấn (thông gia với Lý Bảo Thần) là thoát chết khi từ chối sự triệu tập của Bảo Thần.

## Chống triều đình
Mùa xuân năm 781, Lý Bảo Thần trúng độc và qua đời. Khổng Mục quân Hồ Chấn, gia đồng Vương Tha Nô đề nghị Duy Nhạc giấu việc chưa phát tang, lại làm giả biểu của cha, tâu lên triều đình cho mình kế tập, Đường Đức Tông, sai cấp sự trung Ban Hoành đến hỏi bệnh của Lý Bảo Thần. Duy Nhạc đem vàng bạc ra hối lộ của Ban Hoành, Hoành không nhận và báo về triều. Duy Nhạc lúc đó mới phát tang, rồi tự xưng là lưu hậu, sai người đến Trường An xin lĩnh tinh tiết, Đức Tông cũng không theo. Khi trước Bảo Thần cùng Điền Thừa Tự ở Ngụy Bác, Lý Chính Kỉ ở Tri Thanh, mật bàn với nhau đem chức Tiết độ sứ truyền cho con cháu. Khi Điền Thừa Tự mất, Lý Bảo Thần từnag xin triều đình chấp thuận để cháu Thừa Tự là Điền Duyệt kế tập ở Ngụy Bác. Điền Duyệt phụng sự triều đình, tỏ ra cung kính. Hà Đông tiết độ sứ Mã Toại cho rằng Duyệt tất làm phản, xin phòng bị kĩ càng. Đến đây, Điền Duyệt mấy lần dâng biểu xin Đức Tông công nhận Duy Nhạc, cũng không được. Triều đình có chiếu triệu Duy Nhạc hộ tang về kinh. Duy Nhạc liền liên kết với Điền Duyệt và Lý Chính Kỷ tập hợp binh mã, kháng lệnh triều đình.
Thành Đức phán quan Thiệu Chân can rằng: Tiên tướng công nhận ơn nước, đại phu nay lại muốn phụ lại quốc gia, điều đó vạn lần không nên. Lại khuyên ông bắt sứ giả của Lý Chính Kỉ đưa về triều, như vậy thì triều đình sẽ cho rằng Lý Duy Nhạc có lòng trung và sẽ ban cho mao tiết. Duy Nhạc đã toan nghe theo, trưởng sử Tất Hoa nói: Tiên tướng công cùng hai trấn kết hiếu với nhau đã hơn 20 năm, sao lại một lúc mà tuyệt tình như vậy. Cho dù có bắt sứ giả thì triều đình chắc gì đã tin. Chánh Kỉ mà đem quân tới đánh, quân cô thế cô làm sao mà chống. Duy Nhạc theo lời Tất Hoa. Cậu của ông là Cốc Tòng Chánh khuyên can rằng Điền thị không thể dựa cậy được, cộng với Chu Thao ở Lư Long vốn hận Lý Bảo Thần sẽ nhân lúc này tấn công Thành Đức, chỉ có cách giao quyền chỉ huy cho Lý Duy Thành, còn bản thân đến Trường An yết kiến thiên tử mà tạ tội. Duy Nhạc không nghe mà có sinh ra ghét Tòng Chính. Tòng Chính bị bức ép đến phải uống rượu độc chết. Trước khi chết khóc mà nói rằng: Ta không sợ cái chết, chỉ lo là Trương thị ngày hôm nay sẽ diệt tộc mất thôi. Duy Nhạc đẩy anh là Duy Thành sang Tri Thanh chỗ Lý Chánh Kỉ để tránh có người tranh chấp ngôi vị với mình.
Lý Duy Nhạc cùng Lý Chính Kỷ, Điền Duyệt và Lương Sùng Nghĩa ở Sơn Nam Đông Đạo đã liên kết với nhau. Điền Duyệt phái Mạnh Hựu dẫn 5000 quân giúp đỡ Duy Nhạc phòng thủ ở phía bắc, còn bản thân mình đem quân tấn công vào trấn Chiêu Nghĩa, lúc này nằm trong sự quản lý của Lý Bão Chân. Tuy nhiên sang mùa thu năm 781, Điền Duyệt bị quân Lý Bão Chân và Mã Toại đánh bại một trận lớn, do vậy cầu sự giúp đỡ từ Lý Duy Nhạc và Lý Nạp. Duy Nhạc sai 3000 quân cứu Điền Duyệt. Lúc này vua Đức Tông hạ lệnh cho Tiết độ sứ Lư Long Chu Thao hợp quân tấn công Thành Đức từ phía bắc. Chu Thao thuyết phục được thứ sử Dịch châu Trương Hiếu Trung đầu hàng triều đình. Triều đình theo đề nghị của Thao, cho Hiếu Trung làm tiết độ sứ Thành Đức, lệnh Duy Nhạc hộ tang về triều. Duy Nhạc cũng kháng mệnh. Mùa đông năm 781, Đức Tông hạ chiếu đoạt quan tước của Duy Nhạc, và ra lệnh nếu thủ hạ dưới quyền Duy Nhạc ra hàng sẽ xá tội mà còn ban thưởng cho.
Mùa xuân năm 782, Chu Thao hội quân với Trương Hiếu Thành hạ được Thúc Lộc (thuộc Thạch Gia Trang)rồi đánh sang Thâm châu. Lý Duy Nhạc lo sợ. Chưởng thư ký Thiệu Chân thuyết phục Duy Nhạc đưa em là Duy Giản vào triều tạ tội, giết các tướng khuyên mình làm phản rồi quay về với triều đình, Duy Nhạc đã định làm theo. Khi Duy Giản sắp đi, tướng Mạnh Hựu do Ngụy Bác cử sang hỗ trợ Thành Đức, biết chuyện, mật báo với Điền Duyệt. Duyệt giận lắm, sai nha quan nhắn với Lý Duy Nhạc
Bộc xạ (chỉ Điền Duyệt) cử binh hôm nay chính là cứu giúp đại phu (tức Lý Duy Nhạc), đâu phải là tự ý làm càn. Mà nay đại phu nghe lời Thiệu Chân, sai em phụng biểu tạ tội, đổ cái tội phản nghịch cho thượng thư, tự cầu thoát thân, Thượng thư có điều chi phụ Đại phu mà phải đến nỗi như thế. Bây giờ nếu chém Thiệu Chân thì coi như chưa có việc gì, nếu không xin tuyệt giao với đại phu.
Duy Nhạc theo lời phán quan Tất Hoa, cho chém Thiệu Chân, gửi đầu đến cho Điền Duyệt, rồi cử 10.000 quân hợp với Mạnh Hựu bao vây Thúc Lộc. Quân của Chu Thao và Trương Hiếu Trung liên thủ đánh bại quân Thành Đức ở thành Thúc Lộc. Lý Duy Nhạc đại bại, đốt trại bỏ trốn. Trận thua này được Tư trị thông giám giải thích là do Vương Vũ Tuấn dưới quyền Lý Duy Nhạc do lo sợ rằng nếu mình thắng trận thì khi trở về sẽ bị Lý Duy Nhạc hại chết, nên cố ý đánh thuaVề phần Chu Thao muốn nhân đà thắng lợi, tiến thẳng vào Hằng châu, trị sở của Thành Đức, nhưng Trương Hiếu Trung lại quay về Nghĩa Phong, bảo với các tướng sĩ rằng nếu mình tấn công gấp thì Lý Duy Nhạc, Vương Vũ Tuấn sẽ liên thủ với nhau, chi bằng tạm lui để nội bộ sinh bất hòa, Vương Vũ Tuấn sẽ sớm giết Lý Duy Nhạc.
Quả nhiên Lý Duy Nhạc trở nên nghi ngờ Vương Vũ Tuấn, nhất là khi bộ tướng Khang Nhật Tri đem Thiệu châu đầu hàng triều đình. Bộ hạ dưới trướng khuyên ông rằng
Tiên tương công sai Vũ Tuấn phụ tá đại phụ, lại còn có tình cốt nhục chi thân. Vũ Tuấn dũng cảm, gan dạ, trong lúc nguy nan ngày nạn không sợ hiểm ngại. Nếu không có Vũ Tuấn, thì lấy ai giúp đại phu đẩy lùi quân địch bây giờ.
Duy Nhạc nghe theo, sai Vệ Thường Ninh giúp Vương Vũ Tuấn tấn công nhằm chiếm lại Triệu châu, còn cho con Vũ Tuấn là Vương Sĩ Chân lĩnh binh bảo vệ phủ của mình.
Vương Vũ Tuấn rời khỏi Hằng châu, bàn với Thường Ninh về hàng Trương Hiếu Trung. Thường Ninh khuyên Vũ Tuấn giết Lý Duy Nhạc mà đầu hàng triều đình thì sẽ có thưởng hậu. Lúc Duy Nhạc sai sứ Tạ Tung đến Triệu châu, Vũ Tuấn nhờ Tung báo việc với Vương Sĩ Chân; sau đó Vũ Tuấn đưa quân trở lại Hằng châu. Tạ Tung và Vương Sĩ Chân giả lệnh Duy Nhạc, mở cửa thành cho Vũ Tuấn tiến vào. Vũ Tuấn dẫn theo 100 quân kị tiến vào phủ môn, Sĩ Chân làm nội ứng bên trong, giết hơn 10 người và tóm được Lý Duy Nhạc cùng các tướng Trịnh Sân, Tất Hoa, Vương Tha Nô, Trịnh Hoa (cha vợ Duy Nhạc). Vũ Tuấn giết bọn tướng đó đi, muốn giải Lý Duy Nhạc về Trường An nộp cho triều đình. Thường Ninh rằng nếu để Duy Nhạc về triều thì Duy Nhạc sẽ đổ tội cho Vũ Tuấn. Vì vậy Vũ Tuấn cho siết cổ giết chết ông và nộp đầu về kinh sư.